# 유현 (당)
류현(柳賢)은 당나라의 인물이다. 포주(蒲州) 사람이다. 정관 연간에 교주(交州)와 계주(桂州) 두 주의 도독으로 임명되었다.